# Mar Azul
Mar Azul es una localidad balnearia costera del Mar Argentino, en el partido de Villa Gesell, provincia de Buenos Aires, Argentina. Sus principales atracciones son el bosque de pinos en el que se encuentra la ciudad, la playa y su cercanía con Mar de las Pampas donde abundan los restaurantes, cafeterías y paseos de compras muy pintorescos en el bosque.

## Población
Cuenta con 1797 habitantes (Indec, 2010) permanentes. Está aglomerada junto a la localidad de Mar de las Pampas. En el censo anterior contaba con 825 habitantes (Indec, 2001), lo que representa un marcado incremento del 118 %.
| Gráfica de evolución demográfica de Mar Azul entre 1991 y 2010 |
|                                                                |
| Fuente: Censos nacionales del INDEC                            |

## Historia

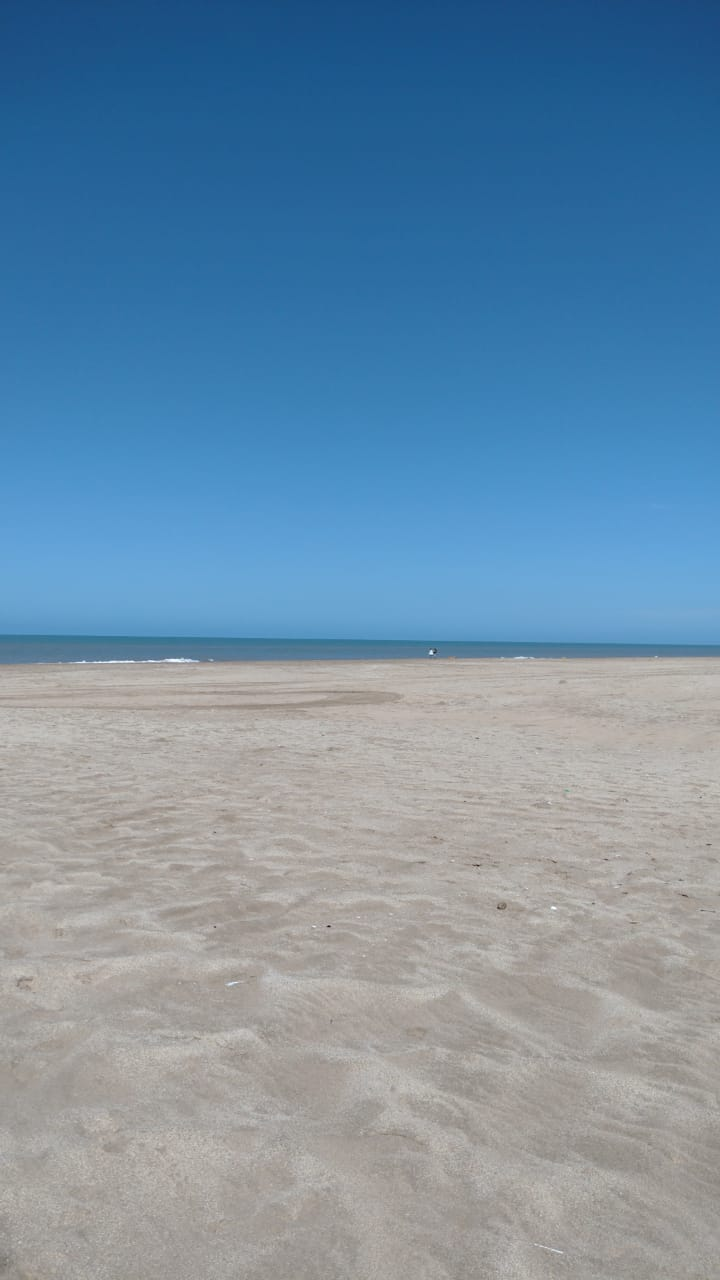
Playa de Mar Azul

Durante años, la localidad de Mar Azul fue conocida por ser el último de los balnearios de Villa Gesell. Fueron los pescadores deportivos quienes, alentados por la rápida profundidad que ganaba el mar a metros de la orilla, hicieron del lugar un pesquero famoso.
Con el correr del tiempo, fueron llegando los servicios hasta el lugar y la instalación del camping de Mar Azul logró que, además de los pescadores, miles de veraneantes se acercaran durante la temporada estival para conocer las bondades de este balneario.
Actualmente, es una ciudad muy visitada debido a sus bosques, tranquilidad y contacto con la naturaleza.
En 1946, Ricardo Bartolomé Astengo Morando y un grupo de socios compran una fracción de aproximadamente 1.800 hectáreas de dunas vivas. Eran 9 km. sobre el frente marítimo por unos 2 km de ancho. Hacia el norte, la fracción limitaba con la propiedad de Carlos Gesell (actual zona urbana de Villa Gesell). Denominan Mar azul al predio, debido al intenso color del mar en esas playas.
Entre 1947 y 1951 se construye un camino de acceso desde la ruta 11 hasta el mar, comienzan los trabajos de fijación y forestación de las dunas y el loteo del predio. Se construye también una hostería de madera frente al mar y se plantan tamariscos, acacias trinervis y pinos para fijar la arena. 
En 1952 los trabajos se detienen por falta de recursos económicos. Gran parte de los pinares se seca, y en 1954 el camino de acceso y la hostería quedan totalmente cubiertos por la arena. En 1957 la sociedad inicial resuelve separarse y  vender algunas fracciones del balneario. En abril del mismo año, una firma de rematadores publica un aviso que decía: “Entre Mar del Plata y Pinamar, frente al mar, en dos grandes lotes, por orden judicial remataremos”.  Manuel Rico, un contador de Buenos Aires, propone a sus socios Antonio Vázquez y Jacobo Zalzman, comprar los lotes de 330 hectáreas de arena en remate con el fin de fundar un lugar turístico que se diferenciara del resto de la costa atlántica argentina. Así nace la sociedad Mar Azul S.A. El primer paso fue la fijación de las dunas, Rico contrata a los ingenieros agrónomos Oscar Moretti y Esteban Takacs para desarrollar los trabajos de fijación y forestación, para esto  no solo se reunieron antecedentes técnicos y numerosos materiales como semillas, arbustos, variedades de pasto y plantines de árboles sino también fuerza y tesón para la lucha contra la arena que se movía en todas las direcciones destruyendo en horas el trabajo de semanas. Poco a poco, el trabajo y la técnica vencieron, convirtiendo el medanal en un bosque de álamos, sauces, pinos, acacias, eucaliptos, cipreses y otras especies. En un principio, la urbanización se planificó en manzanas cuadrangulares pero al no adaptarse al paisaje irregular de cordones de dunas y valles boscosos, en 1971 el Gobierno de Buenos Aires aprobó el rediseño. Desde entonces, la urbanización respeta la naturaleza del lugar y la privacidad de sus habitantes. La comercialización de parcelas se abrió hacia 1979, luego de 22 años de intenso trabajo de forestación y fijación de médanos. Don Manuel Rico bautizó a las dos fracciones de Mar Azul (que le vendió R. B. Astengo Morando) con el nombre de Mar de las Pampas por ser el único lugar en la costa argentina donde la pampa se acerca al mar, donde convive el campo y el mar separados por 1300 m de dunas y a otra más pequeña con el nombre de Las Gaviotas. 
En el año 1966 fallece don Ricardo Bartolomé Astengo Morando.
En el año 1977 Ricardo Hernán Astengo Morando (hijo del fundador del balneario) comienza el re-quinchado de la ante duna, la apertura, desmonte y urbanización de la fracción de Mar Azul a la que re-bautiza con el nombre de El Bosque de Mar Azul (hoy su perímetro es: de calle 34 hasta calle 47 y desde la playa hasta calle Monte Hermoso).
El 17 de febrero de 2010 fallece Ricardo Hernán Astengo Morando, luego de hacer, ver y vivir el desarrollo en pleno de su Mar Azul.
Actualmente es una comunidad turística floreciente que realiza sus actividades a través de 5 km de playa.

## Transporte
- Línea 504